# 電波法
電波法（でんぱほう、昭和25年法律第131号）は、電波の公平かつ能率的な利用を確保することによって、公共の福祉を増進すること（第1条）に関する日本の法律である。
総務省総合通信基盤局電波部電波政策課が所管する。中央省庁再編以前は、郵政省電気通信局が所管していた。

## 構成
- 第1章 総則（第1条 - 第3条）
- 第2章 無線局の免許等
  - 第1節 無線局の免許（第4条 - 第27条の20）
  - 第2節 無線局の登録（第27条の21 - 第27条の37）
  - 第3節 無線局の開設に関するあつせん等（第27条の38・第27条の39）
- 第3章 無線設備（第28条 - 第38条の2）
- 第3章の2 特定無線設備の技術基準適合証明等
  - 第1節 特定無線設備の技術基準適合証明及び工事設計認証（第38条の2の2 - 第38条の32）
  - 第2節 特別特定無線設備の技術基準適合自己確認（第38条の33 - 第38条の38）
  - 第3節 登録修理業者（第38条の39 - 第38条の48）
- 第4章 無線従事者（第39条 - 第51条）
- 第5章 運用
  - 第1節 通則（第52条 - 第61条）
  - 第2節 海岸局等の運用（第62条 - 第70条）
  - 第3節 航空局等の運用（第70条の2 - 第70条の6）
  - 第4節 無線局の運用の特例（第70条の7 - 第70条の9）
- 第6章 監督（第71条 - 第82条）
- 第7章 異議申立て及び訴訟（第83条 - 第99条）
- 第7章の2 電波監理審議会（第99条の2 - 第99条の15）
- 第8章 雑則（第100条 - 第104条の5）
- 第9章 罰則（第105条 - 第116条）
- 附則

## 概要
本法では、第2条で「電波」「無線電信」「無線電話」「無線設備」「無線局」「無線従事者」という用語を定義している。
本法の施行前から存在した文言ではあるが、法令上の用語として定義されたのは本法が初めてである。
更に、無線局には原則として無線局免許状を要すること、無線局の無線設備を操作する者として無線従事者を要することとした。無線電信法では、無線局は官設が原則で官員（国家公務員に相当）が操作するので資格不要であるのに対し、私設には施設の許可と無線通信士などの配置を要求していたが、本法では官公庁が開設するものも無線従事者免許証を要することとなった。
- 第59条において、『特定の相手方に対して行われる無線通信を傍受してその存在もしくは内容を漏らし、又はこれを窃用してはならない。』と定められており、無線従事者や無線局免許状所持者や、それ以外の一般人にも『通信の秘密（守秘義務）を厳守する規定』がある。
  - これに違反した場合は、第109条によって『1年以下の懲役又は50万円以下の罰金に処する』という罰則規定がある。
  - 第109条第2項では、無線従事者が情報漏洩した場合は『2年以下の懲役または100万円以下の罰金に処する』と、より重い厳罰化規定がある。
  - なお放送（誰でも受信出来るラジオ放送やテレビ放送）については『特定の相手方』に該当しないため、この制限を受けない。
  - 他人の無線LAN機器のWEP鍵を解読し、無断でインターネット接続する「Wi-Fiただ乗り」が電波法109条違反に当たるかどうかが争われた刑事裁判がある。東京地方裁判所は2017年（平成29年）4月27日の判決で「WEP鍵は無線LAN機器と端末との間で無線通信の内容として送受信されるものではなく、無線通信の秘密にあたる余地はない。したがって、WEP鍵の利用は犯罪を構成せず罪とならない」と指摘し[1][2]、東京地方検察庁が控訴しなかったため、電波法第109条第1項違反の点については事実上無罪が確定した。ただし、被告人は有罪とされた不正アクセス禁止法違反などについて判決内容が不服として控訴している[3]。

外国政府や外国企業のほか、役員や議決権の3分の1以上を外資が占めている場合は、無線局の免許を与えないこととしている。
しかし、人工衛星の運用など宇宙関連企業に課している電波法上の外資規制撤廃については見送るとしている。

## 沿革

### 制定まで
電波法以前に無線通信を規制していたのは1915年（大正4年）に制定された無線電信法である。
1946年（昭和21年）GHQの民間通信局（CCS）は、新しく公布される昭和憲法に沿った民主的な法律に改正するように要求した。また、翌1947年（昭和22年）には、CCSは連邦通信委員会（FCC）にならった委員会行政を取り入れよとも要求した。逓信省は、当初は無線電信法を改正しようとしたが、むしろ新しい法律を制定することにした。
以後、電波法・放送法・電波監理委員会設置法と、後に電波三法と呼ばれる形で法律案が作成された。第49代内閣総理大臣吉田茂は、行政委員会に否定的であったが、最終的には日本版FCCといえる内閣から独立した形で、電波監理委員会を設置することとなった。三年間に法律案としては9次案まで至った。
この間、1949年（昭和24年）6月1日に、逓信省は郵政省と電気通信省に分離され、電波監理行政は電気通信省外局の電波庁に引き継がれていた。
電波三法が施行されたのは、1950年（昭和25年）6月1日であり、電波庁は電波監理委員会の事務局の電波監理総局となった。

### 電波監理委員会の廃止とその後の変遷
1952年（昭和27年）4月28日、対日講和条約発効により日本国の主権が回復した後、7月31日に電波監理委員会は廃止され、電波監理総局は郵政省内局の電波監理局となった。その後、電波監理局は1984年（昭和59年）7月の組織改正により電気通信局に、2001年（平成13年）1月には、中央省庁再編により総務省総合通信基盤局となった。
なお、1985年（昭和60年）4月には地方電波監理局は地方電気通信監理局と改称した。

### 権限の委任
- 1971年（昭和46年）許可、認可等の整理に関する法律の施行により、本法に関する権限の一部を、地方電波監理局長に委任できることとなった。
- 1972年（昭和47年）の沖縄返還に伴い、沖縄郵政管理事務所が設置され、沖縄県における本法に関する権限の一部が、事務所長に委任された。
- 中央省庁再編後は、所轄が総務省に変わり、総務大臣権限の一部は、総合通信局長（旧 地方電気通信監理局長）および沖縄総合通信事務所長（旧 沖縄郵政管理事務所長）に委任されている。